# Cornet (instrument)
Cornetul este un instrument muzical din grupul suflătorilor de alamă. În secolul al XIX-lea, acest instrument a primit valve de piston, pe care le are și în prezent. Cornetul a fost inventat prin adăugarea de valve la cornul poștal în 1814. Cornetul este în tonalitate de Si bemol, ca și trompeta.